# Пакистан на летних Олимпийских играх 1952
Пакистан принимал участие в Летних Олимпийских играх 1952 года в Хельсинки (Финляндия) во второй раз за свою историю, но не завоевал ни одной медали.